# Les Aventures (merveilleuses mais authentiques) du capitaine Corcoran
Les Aventures (merveilleuses mais authentiques) du capitaine Corcoran est un roman pour la jeunesse et un conte philosophique d'Alfred Assolant publié en 1867.

## Histoire
L'ouvrage raconte les aventures d'un marin malouin, le capitaine Corcoran, envoyé en Inde pour retrouver un très vieux manuscrit le Gouroukamratâ. Il est pris alors dans l'insurrection de 1857 et va combattre les Britanniques aux côtés d'un maharaja. Il tombe amoureux de la fille de ce dernier et l'épouse. À la mort du maharadja, il lui succède malgré lui à la tête du royaume marathe. Faisant preuve de bravoure au combat, polyglotte et toujours accompagné de son tigre Louison, il est révéré comme la réincarnation de Vishnu. Mais épris d'égalité et de justice sociale, il va proclamer une république et faire élire une assemblée par les habitants du royaume.

## Commentaires
Alfred Assolant, qui n'a jamais été en Inde, se sert de ce récit d'aventure pour faire une critique du colonialisme anglais mais n'épargne pas non plus les Français dans leur volonté de se mêler des affaires d'autrui.
Ce roman apparaît dans le "Musée des Familles" d'octobre1865 (illustrations de Lix)  ; édité dans la Bibliothèque Rose en 1867, il restera assez populaire en France jusqu'à la Seconde Guerre mondiale avant, comme son auteur, de tomber dans l'oubli. Jean-Paul Sartre et Antonio Gramsci en font mention dans leurs écrits.

## Adaptations et traduction
L'ouvrage a inspiré la pièce de théâtre Les Aventures du capitaine Corcoran de Paul Gavault, Georges Berr et Adrien Vély, jouée au théâtre du Châtelet à Paris en 1902.
L'ouvrage a été adapté en bande dessinée sous le titre Capitaine Corcoran  (ISBN 978-2-9535314-1-1), dessiné par Fernando Fusco et publié en 2009 aux éditions Images innées.
Le roman, qui n'avait jamais été traduit, l'a été en anglais (sous le titre Once upon a time in India) par Sam Miller, qui fut correspondant de la BBC en Inde et publié dans ce pays à l'été 2016. Il y a reçu un bon accueil critique. Il en est fait une lecture contemporaine, comparant les maharajas qui pillaient leur royaume à leur profit aux hommes politiques indiens d'aujourd'hui.

## Galerie

Illustrations d'Alphonse de Neuville (1898)
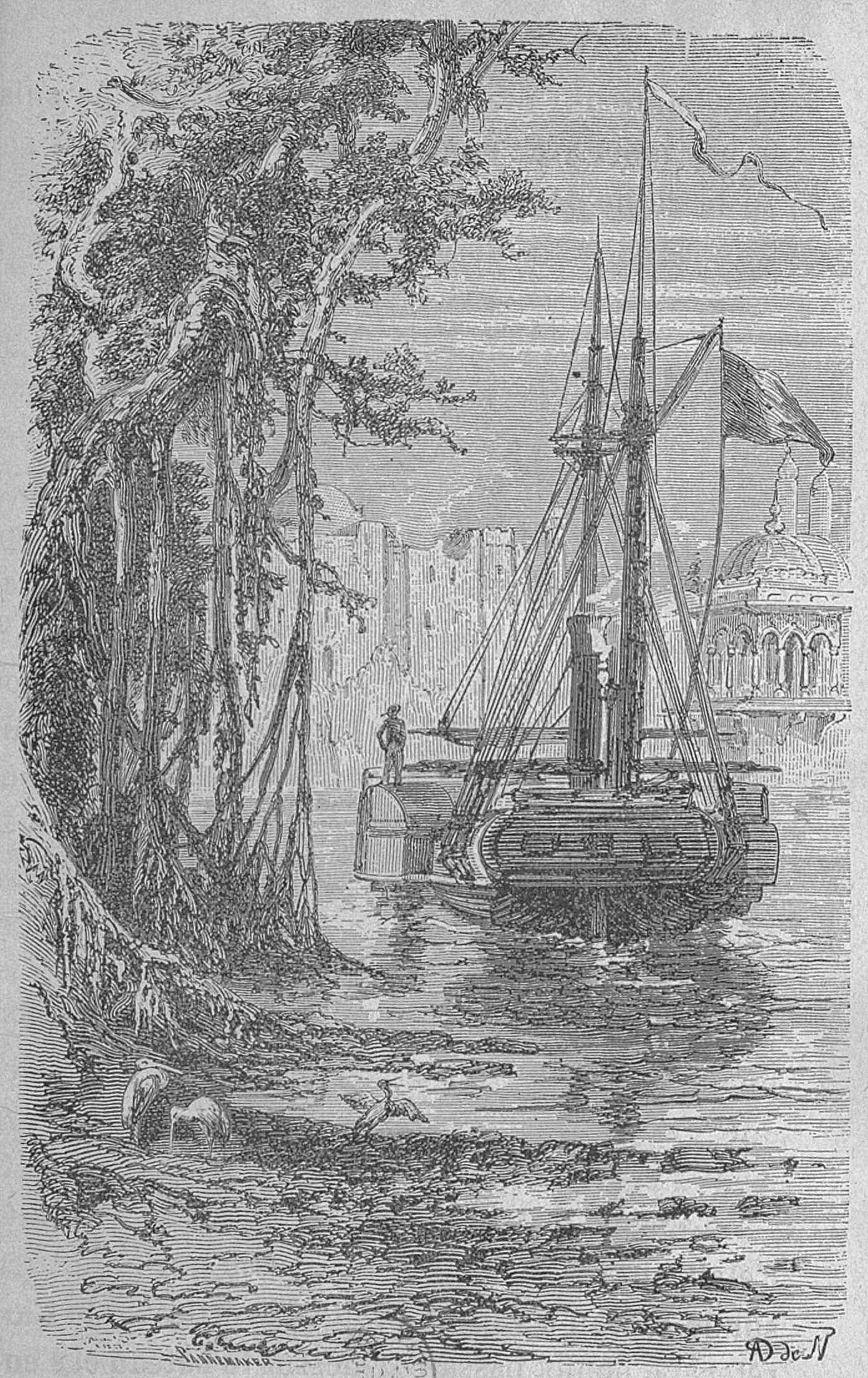
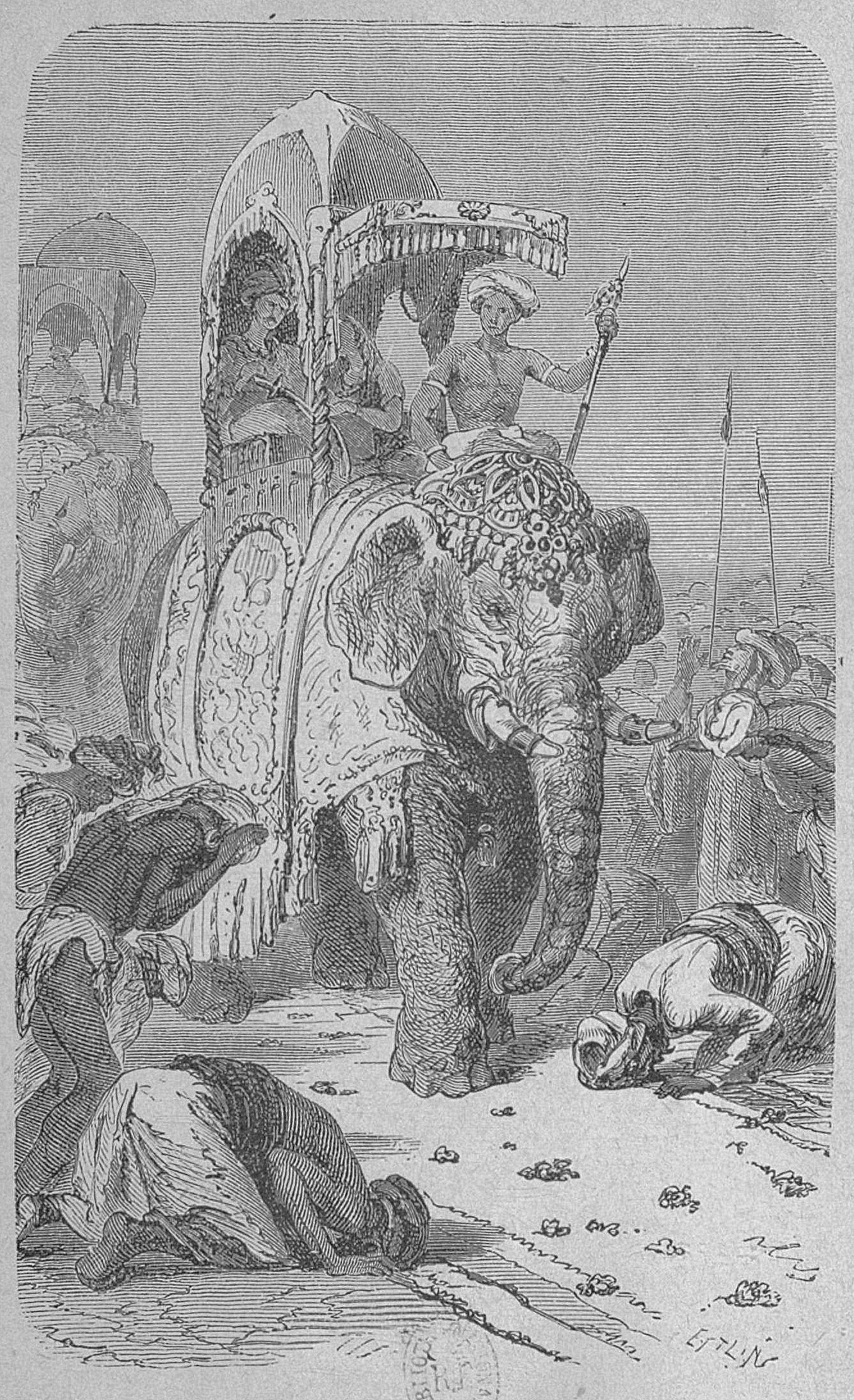
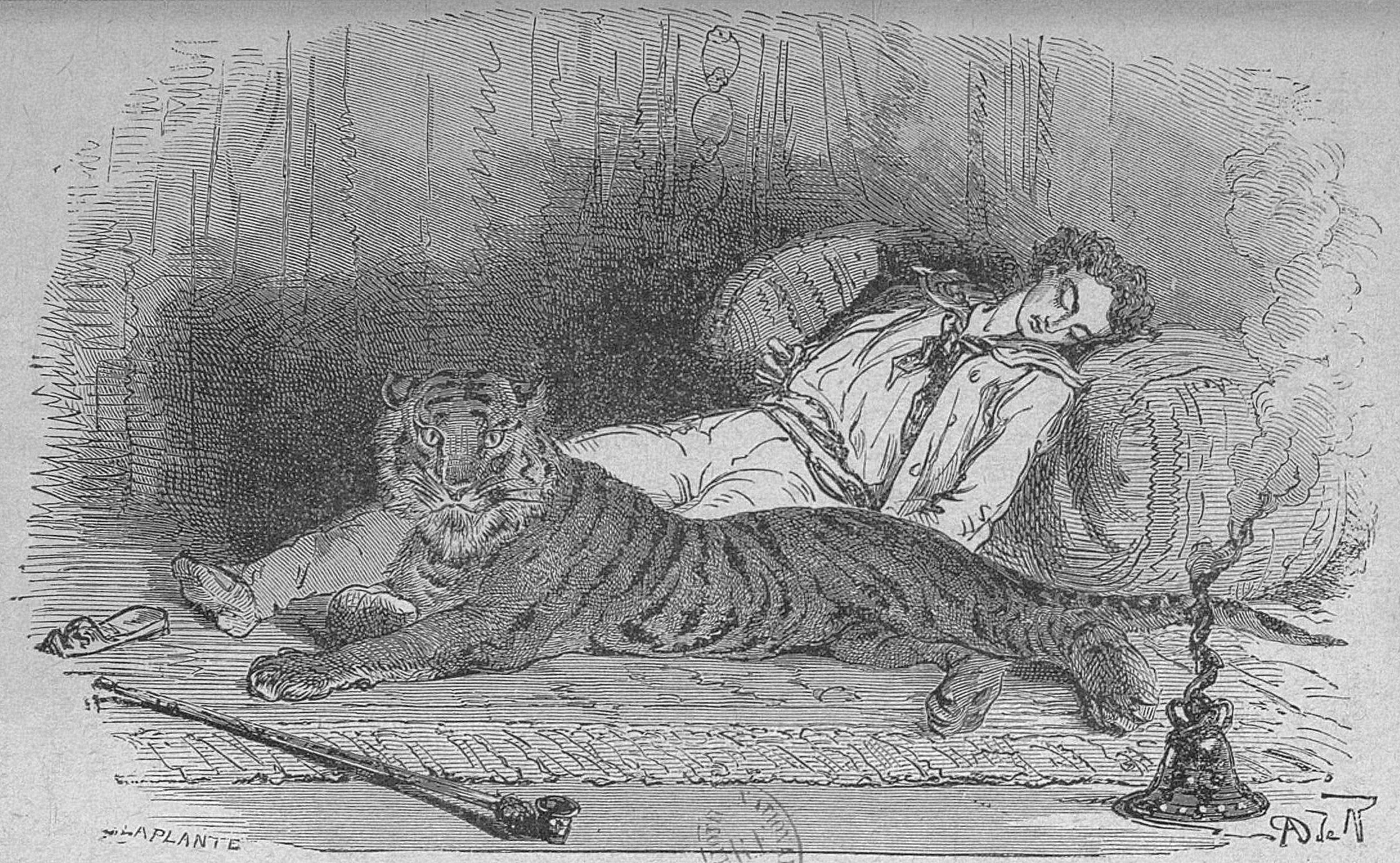
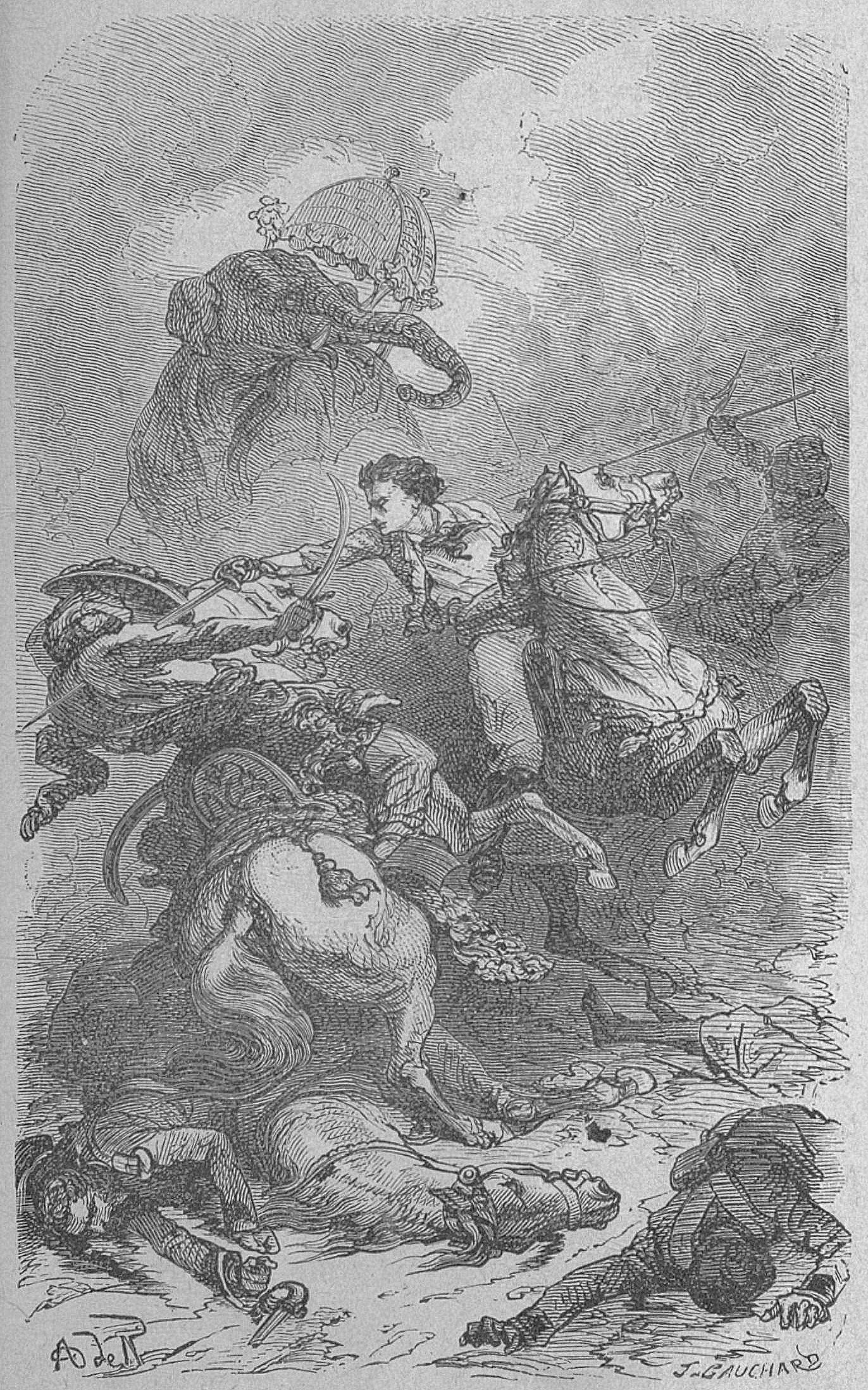
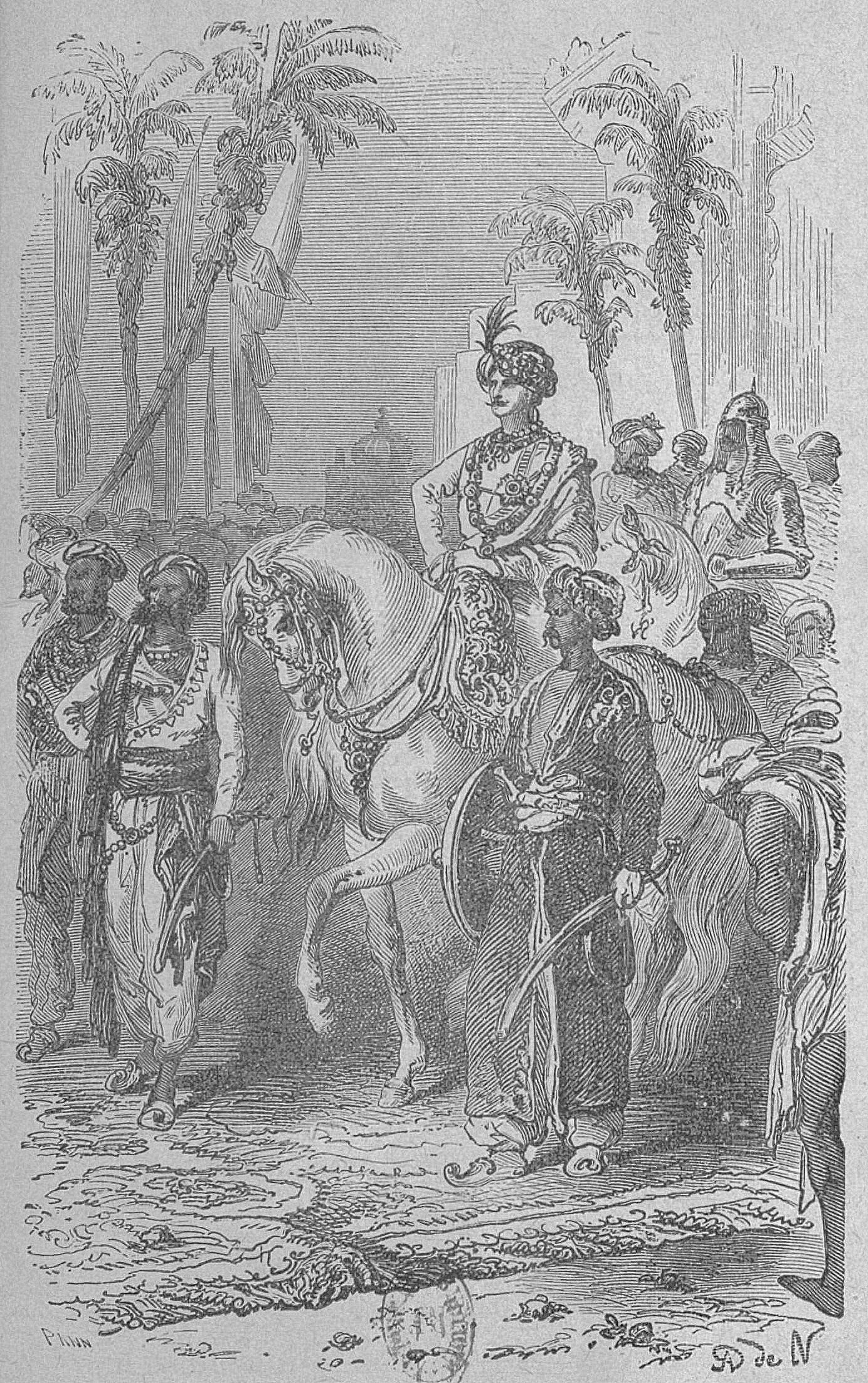